# 스탯쿨롬
스탯쿨롬(Statcoulomb, statC), 스태트쿨롬, 정전쿨룸, 프랭클린(Fr), 또는 정전기 전하 단위(esu)는 센티미터-그램-초 정전기 단위계 변형 (CGS-ESU) 및 가우스 단위계에서 사용되는 전하의 측정 단위이다. 가우스 기본 단위로 나타내면 다음과 같다.
즉, CGS-ESU 양을 사용하는 쿨롱 법칙에서 비례 상수가 차원이 없고 1과 같도록 정의된다.

## 정의 및 CGS 기본 단위와의 관계
CGS-가우스 단위계에서의 쿨롱 법칙은 다음 형태를 취한다.
{\displaystyle F={\frac {q_{1}^{_{\text{G}}}q_{2}^{_{\text{G}}}}{r^{2}}},}
여기서 F는 힘, qG
1와 qG
2는 두 전하이며, r은 전하 사이의 거리이다. 이는 가우스 단위계에서 전하를 양으로 정의하는 역할을 한다.
스탯쿨롬은 각각 1 statC인 두 전하가 1 cm 떨어져 있을 때 상호 전기적 반발력이 1 다인이 되도록 정의된다. F = 1 dyn, qG
1 = qG
2 = 1 statC, 그리고 r = 1 cm을 대입하면 다음을 얻는다.
이를 통해 CGS-ESU 및 가우스 단위계에서 정의된 전하의 량 차원이 M1/2L3/2T−1임이 명백하다.

## 시스템 간 변환
각 시스템의 정의 방정식을 사용하여 SI를 기초로 하는 국제량체계 (ISQ)의 해당 양으로 변환한다.
SI는 쿨롬(C)을 전하의 단위로 사용한다. 쿨롬과 스탯쿨롬 단위로 표시된 해당 양 사이의 변환 계수는 변환할 양에 따라 다르다. 가장 일반적인 경우는 다음과 같다.
- 전하의 경우:1 C ≘ 1 C × √1/4πε0 ≈ 2.99792×109 statC1 statC ≘ 1 statC × √4πε0 ≈ 3.33564×10−10 C.
- 전기 선속(ΦD)의 경우:1 C ≘ 1 C × √4π/ε0 ≈ 3.76730×1010 statC1 statC ≘ 1 statC × √ε0/4π ≈ 2.65442×10−11 C.
- 변위장(D)의 경우:1 C/m2 ≘ 1 C/m2 × √4π/ε0 ≈ 3.76730×106 statC/cm21 statC/cm2 ≘ 1 statC/cm2 × √ε0/4π ≈ 2.65442×10−7 C/m2.

두 변이 같다고 할 수 없기 때문에 "=" 대신 "≘" ('해당한다') 기호가 사용된다.